# Al Francis Bichara

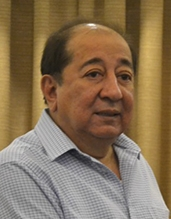
Al Francis Bichara, 2018

Al Francis C. Bichara (* 17. September 1952 in Albay) ist ein philippinischer Politiker der Nacionalista Party, der zwischen 1992 und 1995 Mitglied des Repräsentantenhauses war und diesem seit 2007 erneut angehört. Zwischenzeitlich war er von 1995 bis 2004 Gouverneur der Provinz Albay sowie von 2004 bis 2006 Botschafter im Libanon und in Syrien.

## Leben

### Bürgermeister von Ligao, Mitglied des Repräsentantenhauses und Gouverneur von Albay
Bichara absolvierte nach dem Schulbesuch ein Studium im Fach Bauingenieurwesen an der Aquinas University-Legazpi, das er 1980 mit einem Bachelor of Science (B.S. in Civil Engineering) abschloss.
Seine politische Laufbahn begann Bichara, als er 1986 Bürgermeister von Ligao wurde und dieses Amt bis 1992 bekleidete. Bei der Parlamentswahl vom 11. Mai 1992 wurde er als Kandidat der Nacionalista Party erstmal zum Mitglied des Repräsentantenhauses gewählt und vertrat in diesem bis zum 30. Juni 1995 den Wahlkreis Albay 3rd District.
Im Anschluss wurde er 1995 Nachfolger von Danilo Azaña als Gouverneur der Provinz Albay und übte dieses Amt bis 2004 aus. Während dieser Zeit absolvierte er ein postgraduales Studium der Betriebswirtschaftslehre an der Aquinas University-Legazpi, welches er 1998 mit einem Master of Business Administration (MBA) beendete. Da er danach die Höchstgrenze der konsekutiven Wählbarkeit von neun Jahren erreicht hatte, durfte er 2004 nicht erneut für das Amt des Provinzgouverneurs kandidieren und wurde durch Fernando V. Gonzalez abgelöst.

### Botschafter im Libanon und Syrien sowie Wiederwahl ins Repräsentantenhaus
Stattdessen wurde Bichara 2004 durch Präsidentin Gloria Macapagal-Arroyo zum Botschafter im Libanon erneut und war zugleich als Botschafter in Syrien akkreditiert. Während seiner bis 2006 dauernden Amtszeit kam es am 12. Juli 2006 zum Ausbruch des Libanonkrieges, in deren Verlauf er sich maßgeblich für die Evakuierung eines Großteils der dort lebenden 40.000 Auslands-Filipinos nach Zypern einsetzte.
Bei der Parlamentswahl vom 14. Mai 2007 wurde Bichara für die Nacionalista Party wieder zum Mitglied des Repräsentantenhauses gewählt und vertritt in diesem nunmehr den Wahlkreis Albay 2nd District. Bei der Parlamentswahl vom 10. Mai 2010 wurde er mit 117.611 Stimmen (58,01 Prozent) wiedergewählt und konnte sich damit gegen die Kandidatin der Liberal Party (LP), Amelia Bonita Apin, durchsetzen, auf die 58.600 Wählerstimmen (28,90 Prozent) entfielen. Drittplatzierter in diesem Wahlkreis war der Parteilose, Ricardo Ayala, der 13.214 Stimmen (6,52 Prozent) bekam. Während der von 2010 bis 2013 dauernden 15. Legislaturperiode brachte er eine Gesetzesinitiative zur Einführung eines nationalen Personalausweises (House Bill No. 131) ein.
Bichara wurde bei der Parlamentswahl vom 13. Mai 2013 wiedergewählt. Dabei setzte er sich mit 133.333 Stimmen (69,75 Prozent) erneut deutlich gegen seine parteilosen Herausforderer Walter Magdato durch, auf den 13.133 Wählerstimmen (6,87 Prozent) entfielen. In der derzeitigen, von 2013 bis 2016 dauernden 16. Legislaturperiode ist er Vorsitzender des Parlamentsausschusses für Auswärtige Angelegenheiten (Committee on Foreign Affairs). Dieser ist zuständig für alle Angelegenheiten, die sich unmittelbar und grundsätzlich mit den Beziehungen zu anderen Ländern, dem diplomatischen und konsularischen Dienst, den Vereinten Nationen und ihren Unterorganisationen sowie anderen internationalen Organisationen und Einrichtungen beschäftigen.
Da Bichara die Höchstgrenze der konsekutiven Wählbarkeit von neun Jahren erreicht hat, darf er bei den kommenden Parlamentswahlen am 9. Mai 2016 nicht erneut kandidieren, und wird somit aus dem Repräsentantenhaus ausscheiden. Stattdessen bewirbt er sich wieder für das Amt des Gouverneurs von Albay.